# Brecha
Brecha est un journal hebdomadaire uruguayen.
Fondé en 1985 par Hugo Alfaro et d’autres journalistes qui avaient commencé leur carrière au journal Marcha sous l’influence de Carlos Quijano. Lorsque Quijano mourut en 1984 en exil, ils décidèrent de prendre un nouveau nom et d'essayer de poursuivre l'idée originale: un hebdomadaire indépendant de gauche.
Avec Búsqueda, il est considéré comme l'un des deux hebdomadaires politiques les plus influents d'Uruguay.